# Fastighetsägarna
Fastighetsägarna, tidigare Sveriges Fastighetsägareförbund, är en intresse- och branschorganisation i Sverige som representerar drygt 15 000 medlemmar som äger lokal- och bostadshyreshus, industrifastigheter samt bostadsrättsföreningar. De privata fastighetsägarna äger omkring 80 000 fastigheter med 700 000 lägenheter. De äger även cirka 80 procent av alla kommersiella lokaler.
Fastighetsägarna Sveriges VD heter Anders Holmestig. 
Branschorganisationen Fastighetsägarna är ombud för fastighetsägaren i hyresförhandlingar i enlighet med bruksvärdessystemet. Organisationen ger sedan 1910 ut Fastighetstidningen.

## Organisation
Fastighetsägarna är en federation som består av fyra fastighetsägareföreningar med lokal och regional verksamhet. På nationell och internationell nivå företräds Fastighetsägarna av organisationens gemensamma instans Fastighetsägarna Sverige.

## Tidigare verkställande direktörer
- Björn Ström (1987-1988)
- Reinhold Lennebo (2009-2020)